# Blockade von La Rochelle
Saint-Jean-d’Angély – Montauban – La Rochelle (1621/22) – Royan – Saint-Antonin – Montpellier – La Rochelle (1627–1628)

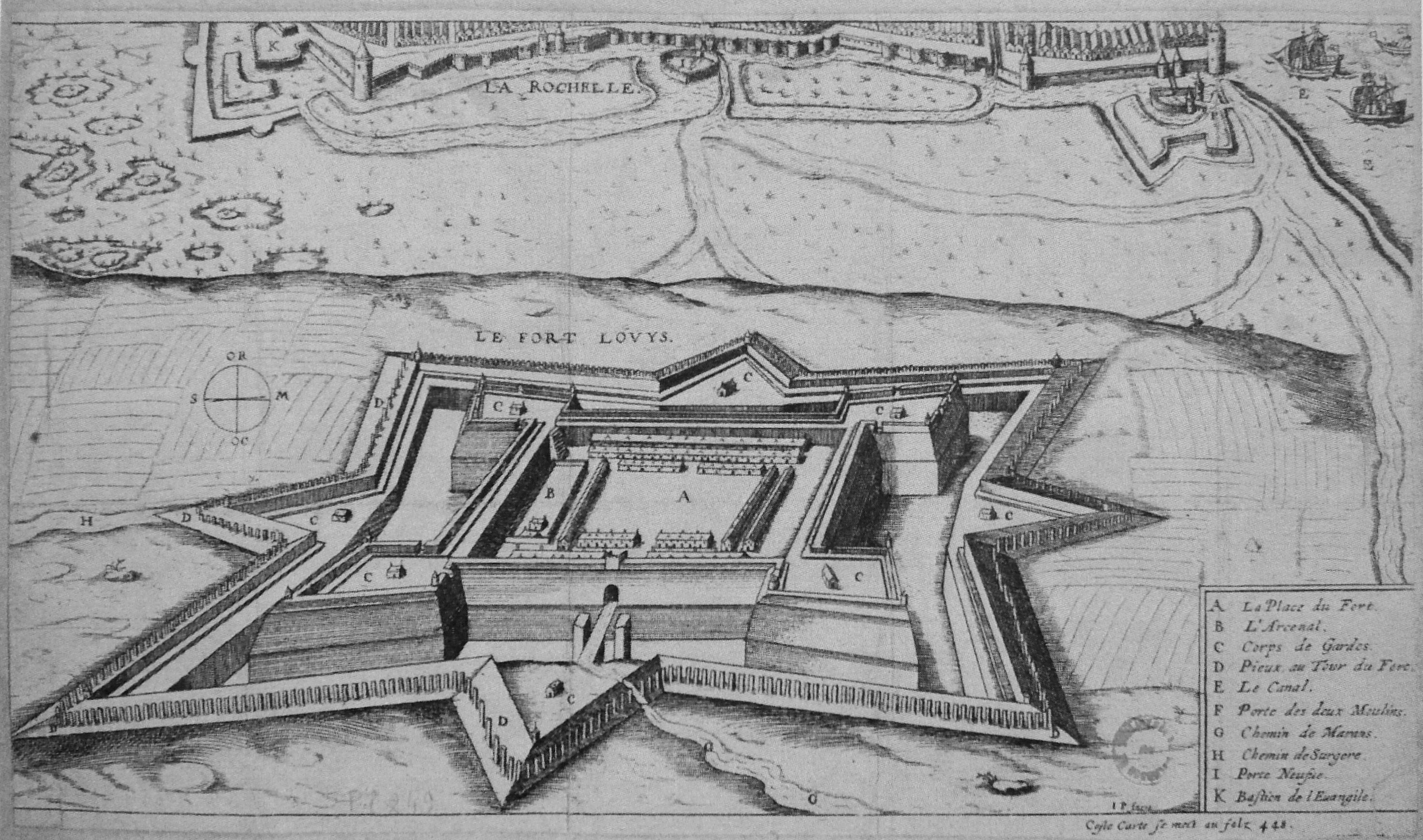
Das vorgelagerte Fort Louis

Die Blockade von La Rochelle (französisch Blocus de La Rochelle) fand in den Jahren von 1621 bis 1622 bei dem Versuch des französischen Königs Louis XIII., die von ihm selbst so genannte „Rebellion der Hugenotten“ zu unterdrücken, statt.

## Beschreibung des festen Platzes La Rochelle 1621
Die Festung lag am Ende eines Kanals, war von Südosten nach Nordwesten ausgerichtet und hatte eine Breite von ca. 1,5 km mit einem Umfang von mehr als einer Lieue (mehr als 10 km). Sie konnte vom Meer her versorgt werden.
Die Kernstadt war von einer mittelalterlichen Mauer umgeben, mit halbrunden Türmen und Donjons verstärkt und von fünf stark befestigten Toren durchbrochen. Sie war von einem großen Graben umgeben, der einen Zufluss vom Meer hatte. Davor war ein Festungswall gelegen, errichtet von Baumeister Jean Errard aus Bar-le-Duc mit Bastionen nach Art der Orillons und dazwischen liegenden Kurtinen. Der Wall verfügte über einen gedeckten Weg und davor liegenden nassen Graben. Der Kriegshafen war in den Festungsbereich integriert und an der Einfahrt von zwei großen Türmen flankiert. Seine Einfahrt konnte mit einer eisernen Kette verschlossen werden. Die am Kanal entlang führende Mauer war ca. 700 Meter lang. Zwei bastionierte Forts deckten im Osten die Porte Saint-Nicolas und im Westen die Porte des Deux-Moulins. Die Portes Saint-Nicolas und Porte de Congne waren ebenfalls von Bastionen gedeckt. Eine weitere Umwallung schloss die Neustadt ein. Hier befanden sich Exerzierplätze für bis zu 3.000 Bürger, Soldaten und Matrosen. Die Gesamtlänge der Umwallung betrug ca. 10 Kilometer. Das Rathaus, die Markthalle, die protestantischen Tempel und die Kirchen waren Schritt für Schritt in Zitadellen umgewandelt worden.

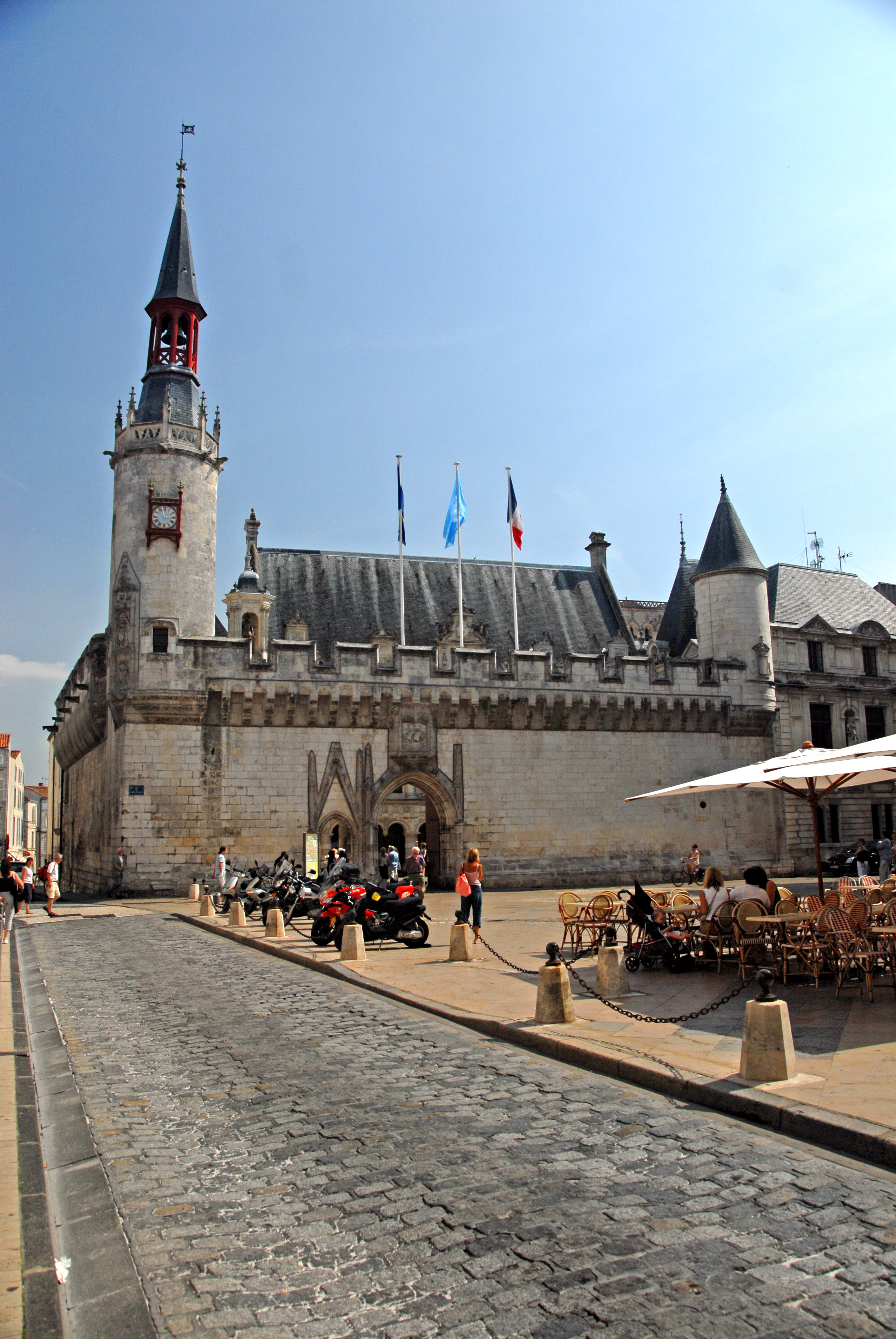
Das befestigte Rathaus

An der Küste dominierte der befestigte Felsen von Chef-De-Baie die Fahrrinne im Südwesten. Die Stellung am Pointe de Coureuil bewachte die Ausläufer des Flusses. Die Belagerer konnten allerdings den Zugang zum Kanal blockieren.

## Eingesetzte Regimenter
(soweit bekannt) :
- Régiment de Brassac (1621)
- Régiment de Champagne (1622)
- Régiment de Maillé (1622)
- Régiment de Sainte-Gemme (1622)
- Régiment de Saint-Luc (1622)
- Régiment de Saint-Vivian (1621)
- Régiment de Sennectère (1622)
- Régiment de Soissons (1622)
- Régiment de Thémines (1621)
- Régiment de Mellinet (1622)

## Die Blockade von 1621
Im Juni 1621 fand durch Louis XIII die Belagerung von Saint-Jean-d’Angély statt, ein wichtiger strategischer Punkt zur Kontrolle des Hinterlandes der hugenottischen Festung La Rochelle. Die königliche Marine war wenig brauchbar, es waren nicht genügend Schiffe für eine effektive Seeblockade vorhanden und die Hugenotten liefen mit zahlreichen kleinen Schiffen ein und aus wie sie wollten.
Zunächst griffen die königlichen Truppen den Hafen von Brouage an und versuchten, die Einfahrt zu blockieren, indem sie mit Steinen beladene Schiffe versenkten. Es war kein Unternehmen von Bedeutung, da der König nicht die Möglichkeit hatte, La Rochelle von Land oder von See her wirksam zu bedrohen. Er begann daher seinen Feldzug gegen die Guyenne, belagerte Clairac am Lot vom 23. Juli bis 4. August und zog dann weiter zur Belagerung von Montauban.
Im August übernahm der Reeder Jean Guiton im Auftrag des Stadtrats den Posten eines „Admiral der Flotte von La Rochelle“, die aus 16 Schiffen mit zusammen 90 Kanonen bestand. Dieser Verband operierte insgesamt viermal erfolglos gegen die königliche Flotte, die von Louis de Bourbon-Soissons, Charles de Lorraine, duc de Guise, Timoléon d’Epinay de Saint-Luc und Isaac de Razilly kommandiert wurde. Im Oktober lag Razilly mit einer königlichen Flotte von 13 Schiffen mit zusammen 124 Kanonen vor Pertuis Breton. In zwei Angriffen gelang es Jean Guiton sie zu zwingen, sich zurückzuziehen, sodass sie sich nicht der Île d’Oléron bemächtigen konnten. Am 6. November attackierte Guiton Brouage, wo 25 königliche Schiffe lagen. Er blockierte die Hafenausfahrt und verhindert so deren Auslaufen.

## Die Blockade von 1622
Die hugenottische Rebellion musste am 16. April 1622 unter ihrem Befehlshaber Benjamin de Rohan im Gefecht bei Riez eine Niederlage durch die royalistischen Truppen hinnehmen. Das untere Poitou war jetzt wieder in der Hand der Katholiken, aber das Gebiet zwischen La Rochelle und Aigues-Mortes sowie das Midi wurden weiterhin von den Hugenotten beherrscht.
Louis XIII. begann jetzt rigoros mit der Befriedung seines Königreichs. Ab dem 19. April wurde Royan belagert, wobei seine Schiffe die Gironde hinauffuhren. Der König erschien am 4. Mai vor der Stadt, die am 11. Mai eingenommen werden konnte.

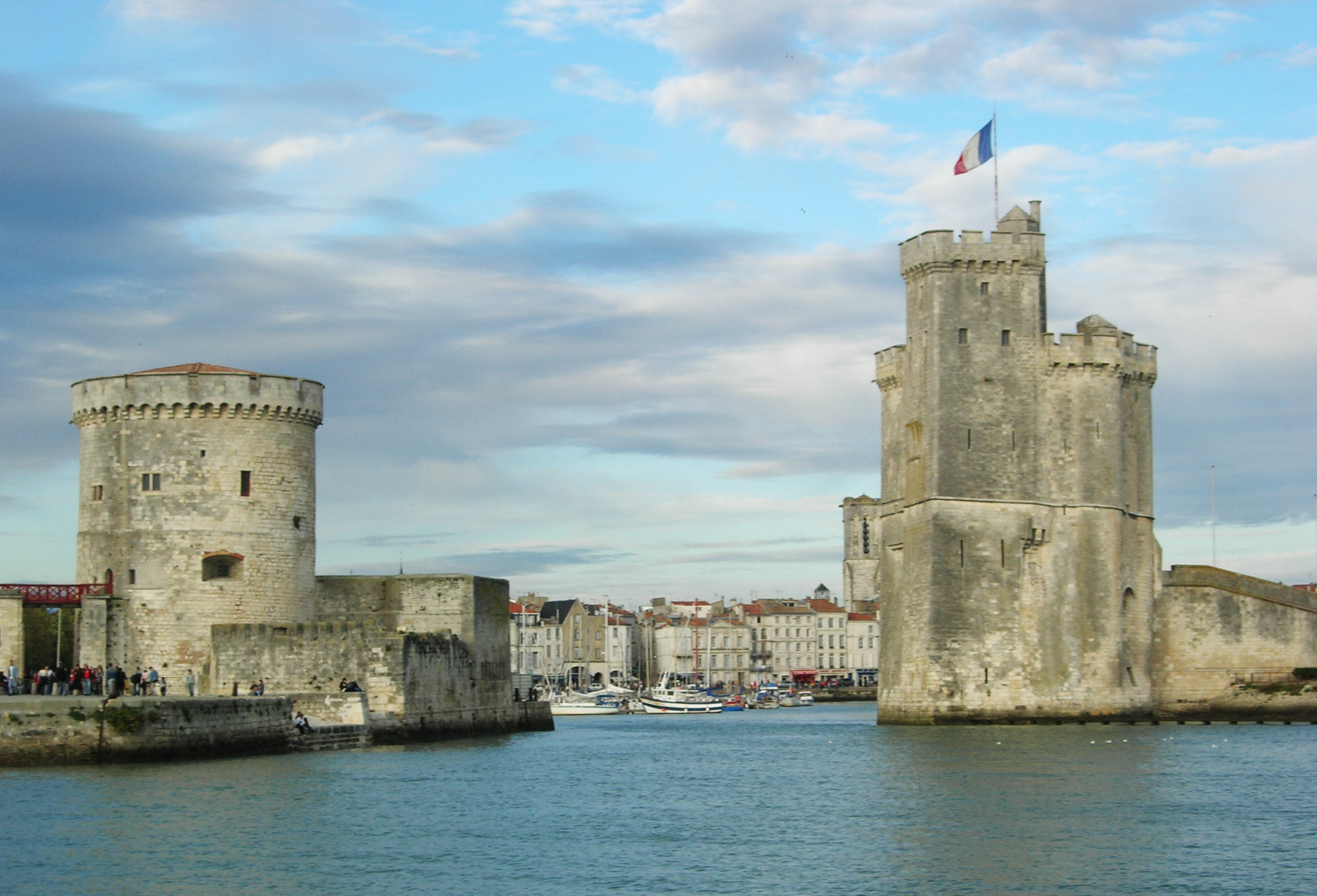
Türme der Hafeneinfahrt

Nach dem Zug durch die Saintonge und die Guyenne wollte der König die Stadt La Rochelle wenigstens daran hindern, weiterhin die Gegend zu beunruhigen. Er ordnete daher die Blockade von La Rochelle an und übertrug diese Aufgabe an seinen Cousin, den Louis de Bourbon-Soissons, welchen er zum Général de l'armée d'Aunis (General der „Armee im Aunis“) ernannte. Ihm zur Seite wurden der Maréchal de France Nicolas de L’Hospital, als Lieutenant général der baron du Bourg-l'Espinasse, sowie der baron de Vignolles und Henri de Saint-Nectaire  als Maréchal de camp beigestellt. Die Blockadetruppe bestand aus 600 Chevaulegers und Carabiniers unter dem Kommando des Marquis de Nesle und 8.000 Infanteristen, einschließlich des Régiments de Champagne, letzteres kommandiert vom Mestre de camp, Pierre de La Mothe-Arnaud, genannt Arnaud du Fort.
Der Comte de Soissons begann unverzüglich in Kanonenschussweite der Hafeneinfahrt eine Redoute, (das spätere Fort Louis), anzulegen und mit Geschützen zu bestücken. Die Redoute wurde vom Régiment de Champagne besetzt. Der Rest des Regiments wurde zwischen das (damalige) Dorf Laleu und der Vorstadt Colombier gelegt. Der Comte de Soissons wollte sich gegen eventuelle Landungsangriffe vom Wasser her durch das Geschwader von Jean Guiton absichern und stellte eine Verbindung zu den zwischen den Mündungen der Loire und den vor der Gironde kreuzenden Geschwadern von Razilly und François II. d'Espinay, marquis de Saint-Luc, her.
Während der Arbeiten an der Redoute Fort Louis strandete ein hugenottisches Schiff, welches bei Ebbe vom Régiment de Champagne mit 400 Mann angegriffen und verbrannt wurde.
Gleichzeitig wurde der Ingenieurintendant von Frankreich, Pompeo Targone, beauftragt, die Möglichkeiten der formellen Belagerung zu überprüfen bzw. einzuleiten. Er beschloss, die Hafeneinfahrt abzuriegeln. Zu diesem Zweck konstruierte er eine mobile Palisade, eine eiserne Kette auf vier Pfählen, eine schwimmende Batterie und anderes Gerät. Es war jedoch alles vergeblich, da beim ersten stärkeren Wellengang die Kette zerbrach und die schwimmende Batterie sowie alles andere Gerät zerstört wurde.
Ein anderes wichtiges Ereignis war das Seegefecht vor Saint-Martin-de-Ré im Oktober 1622. Inzwischen zog sich der Konflikt immer mehr in die Länge und ein Ende war nicht abzusehen. Aus diesem Grunde sahen sich sowohl der König als auch die Hugenotten genötigt, den Vertrag von Montpellier abzuschließen, der die Privilegien der Hugenotten im Großen und Ganzen bestätigte. Obwohl La Rochelle die Zerstörung von Fort Louis forderte, zögerte Louis XIII. dies so lange hinaus, bis es schließlich erhalten blieb.
Die anhaltende politische und militärische Bedrohung durch die Stadt und die Furcht vor künftigen Konflikten führte dann zu der massiven und erfolgreichen Belagerung von La Rochelle (1627–1628).